# 彼得·涅斯捷罗夫

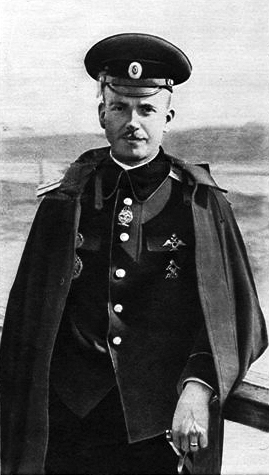
彼得·涅斯捷罗夫

彼得·尼古拉耶维奇·涅斯捷罗夫（俄语：Пётр Николаевич Нестеров，1887年2月15日—1914年9月8日）是一位俄罗斯飞行员、飞机设计师、特技飞行先驱。
涅斯捷罗夫认为人可以驾机翻跟头飞行，这是前无古人的技术。尽管遭到同僚们的质疑，但他还是在1913年9月9日证实了自己的猜測，成为史上首位驾机翻跟头飞行的飞行员。当时，他驾驶的是一架纽波IV型單翼機，在基輔附近的西列兹克机场上空完成了上述特技飛行，地面上观者如云。他事后因“駕駛政府飛機进行危险行为”而被监禁10天。这一成就令涅斯捷罗夫一夜成名，后来，直到法国飞行员阿阿道夫·佩古德又完成了一次翻跟头飞行后，涅斯捷罗夫遭受的惩处才被撤销；他晋升为上尉，后来还获颁了一枚奖章。
一战初期，各国的飞机上尚未配备武器，涅斯捷罗夫后来成为了史上首位在空战中击毁敌方飞机的飞行员。1914年8月25日（儒略历），在加利西亚战役期间，在此前已多次尝试各种办法但均未成功的涅斯捷罗夫驾驶自己的莫兰-索涅G型（Morane-Saulnier G，机身序号281）冲撞了一架奥匈帝國军信天翁B.II型双翼侦察机（Albatros B.II），當時坐在该机裡面的是观察员弗里德里希·冯·罗森塔尔男爵（Baron Friedrich von Rosenthal）和飞行员弗朗茨·马利纳（Franz Malina）。杀敌心切的涅斯捷罗夫有可能只是想给敌机一记侧击，但把自己的座机也撞坏了，最后两架飞机都坠毁了。当时的飞行员都不系安全带，涅斯捷罗夫也如此，于是便在冲撞后掉出了飞机，于次日伤重不治身亡。奥匈军机的飞行员和观测员也都死了。这场空战发生在若夫克瓦附近地区上空，后来若夫克瓦為纪念这位飞行员一度在1951年被更名为涅斯捷罗夫。